# Nikola Kalinić
Nikola Kalinić, född 5 januari 1988 i Solin, Jugoslavien (nuvarande Kroatien), är en kroatisk fotbollsspelare som spelar för Hellas Verona. Han började sin karriär i Hajduk Split; sedan flyttade han till Blackburn Rovers för 6 miljoner £ 2009. Efter att ha gjort få framträdanden i Blackburn flyttade han vidare till Dnipro, och hjälpte dem att nå UEFA Europa League-finalen 2015, de nådde gruppspelet.
Kalinić debuterade för Kroatien 2008 och representerade dem vid två UEFA europeiska mästerskap.

## Karriär

### I början av karriären
Kalinić är född i Solin nära Split i Kroatien. Han började sin karriär hos Hajduk Split. Han debuterade säsongen 2005–2006 som sjuttonåring. Den 1 augusti 2006 blev han utlånad till Istra 1961. Trots att han fick lite speltid lyckades han ändå göra 3 mål på 12 matcher. Istras manager var imponerad av honom och sade att han kunde bli nästa Ibrahimović.
Trots att han imponerade i Istra blev han åter utlånad, nu till Sibneik där han gjorde 3 mål på 8 matcher.

### Hajduk Split
Efter att ha visat att han platsade i den kroatiska ligan återvände han till Hajduk Split och blev en viktig spelare. Hans 17 ligamål i första säsongen för Hajuduk räckte till en andraplats i skytteligan. Han avslutade säsongen 2007–2008 med en femteplats med Hajduk i ligan.
Kalinić åkte på provspel för Portsmouth sent i juli 2009. Man kom överens med Portsmouth men avtalet kunde inte styrkas då Portsmouth hade ekonomiska problem. Den 31 juli 2009 skrev Kalinić på för Blackburn Rovers FC. Det framkom senare att Blackburn hade betalat 7 miljoner euro.

### Blackburn Rovers
Nikola Kalinic skrev på ett fyraårskontrakt med Blackburn Rovers. Han valde nummer 22 på tröjan. Efter lite strul med arbetstillståndet kunde han debutera mot Sunderland den 22 augusti. Den 27 oktober gjorde han sitt första mål i en match mot Peterborough United i ligacupen. Efter att Sam Allardyce fått sparken som manager för Blackburn Rovers hamnade Kalinić mer och mer utanför laget.

### Dnipro Dnipropetrovsk
Den 11 augusti 2011 skrev Kalinić på för FC Dnipro Dnipropetrovsk för en okänd summa. Han debuterade den 13 augusti 2011 mot ligavinnarna Shakhtar Donetsk i en 3-1-förlust.
Den 27 maj 2015 gjorde Kalinić första målet i Europa League-final mot regerande mästarna Sevilla FC i Warszawa, Dnipro förlorade trots det med 2–3.

### Fiorentina
Den 15 augusti 2015 skrev Kalinić på ett fyraårskontrakt med italienska Fiorentina. Han debuterade direkt och spelade 90 minuter mot Milan. Han gjorde mål i matchen därefter mot Basel. Hans första serie A-mål kom i den femte matchen mot Bologna. Den 27 september gjorde Kalinić ett hat trick mot ligaledarna och obesegrade Inter vilket gav Fiorentina sin första ligaledning sedan den 19/2 1999.

### Roma
Den 2 september 2019 lånades Kalinić ut till Roma på ett låneavtal över säsongen 2019/2020.

### Hellas Verona
Den 5 oktober 2020 värvades Kalinić av italienska Hellas Verona.